# Chanadin
Chanadin  a fost un conducător militar maghiar în secolul al X-lea. El era fiul lui Dobuca și nepotul regelui Ștefan I al Ungariei. În cca.1013, Chanad, cu consemnul lui Ștefan I, a trecut Tisa și l-a înfrânt pe Ahtum, devenind conducător al formațiunii statale medievale timpurii localizate pe teritoriul Banatului istoric,  până la moartea sa.
După ce l-a înfrânt pe Ahtum, Chanadin a ctitorit o biserică ortodoxă de călugări închinată Sfântului Gheorghe la Oroslanos.
Din porunca lui Ștefan I, "țara" (terra) cucerită de Chanad s-a numit Cinadina.